# 말릭 벤젤룰

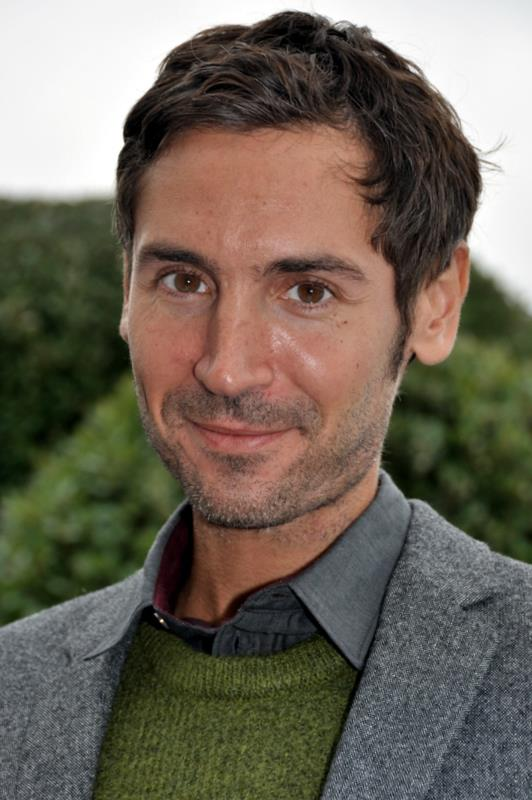

말릭 벤젤룰 (1977년 9월 14일~ 2014년 5월 13일) 은 스웨덴의 다큐멘터리 영화 제작자이자 저널리스트이다. 2012년 영화 서칭 포 슈가맨 을 감독하여 아카데미 장편 다큐멘터리 영화상을 수상했다.

## 죽음
말릭 벤젤룰은 2014년 5월 13일 우울증에 시달리다가 자살로 생을 마감했다. 그러나 경찰은 구체적인 사인을 밝히지 않았다

## 참고 문헌
1. ↑  Cederskog, Georg (2014년 5월 14일). “”Han hade varit deprimerad””. 《Dagens Nyheter》 (스웨덴어). 2014년 5월 15일에 확인함.